# Melanophila cyanea
Melanophila cyanea là một loài côn trùng trong họ Buprestidae. Loài này được Fabricius miêu tả khoa học đầu tiên năm 1775.
Đây là loài gây hại của các cây trong chi Abies, phát triển phổ biến ở Mông Cổ.